# Алферовское
Алферовское — посёлок в Сокольском районе Вологодской области.
Входит в состав Пельшемского сельского поселения, с точки зрения административно-территориального деления — в Пельшемский сельсовет.
Расстояние по автодороге до районного центра Сокола — 36 км, до центра муниципального образования Марковского — 1 км. Ближайшие населённые пункты — Надеево, Комарово, Марковское.
По переписи 2002 года население — 11 человек.